# 白馬駅
白馬駅（はくばえき）は、長野県北安曇郡白馬村大字北城四ッ谷にある、東日本旅客鉄道（JR東日本）大糸線の駅である。駅番号は「13」。事務管コードは▲510628。

## 歴史
かつては長野市の南長野駅（廃駅） - 当駅間を結ぶ予定であった善光寺白馬電鉄線の計画が存在した。

### 年表
- 1932年（昭和7年）11月20日：国鉄大糸南線 神城駅・信濃森上駅間の開通と同時に、信濃四ツ谷駅（しなのよつやえき）として開業[2]。旅客・貨物の取扱を開始[6]。
- 1959年（昭和34年）7月17日：信濃大町駅 - 当駅間を電化[7]。
- 1967年（昭和42年）10月1日：貨物の取り扱いを廃止[6]。
- 1968年（昭和43年）10月1日：白馬駅に改称[1]。
- 1970年（昭和45年）12月：駅舎を改築し、落成[8][9]。小規模の平屋駅舎から横長で箱形の駅舎になり、改築落成記念入場券が発売される[要出典]。
- 1984年（昭和59年）2月1日：荷物の扱いを廃止[6]。
- 1987年（昭和62年）4月1日：国鉄分割民営化に伴い、JR東日本の駅となる[10]。
- 1996年（平成8年）12月14日：駅舎改修工事が完成し、駅舎2階部分にホテル・フォルクローロ白馬が開業[新聞 1]。
- 2006年（平成18年）9月30日[要出典]：ホテル・フォルクローロ白馬が営業終了[11]。
- 2014年（平成26年）
  - 11月22日：長野県神城断層地震により、信濃大町駅 - 糸魚川駅間が運休[新聞 2]。
  - 11月25日：信濃大町駅 - 当駅間の運転を再開[新聞 3]。
  - 12月7日：当駅 - 南小谷駅間の運転を再開[新聞 4]。
- 2020年（令和2年）
  - 11月30日：みどりの窓口の営業を終了[3]。
  - 12月1日：話せる指定席券売機を導入[3]。
- 2025年（令和7年）3月15日：特急「あずさ」の当駅 - 南小谷駅間への運行を取りやめ[報道 2]。当駅が特急「あずさ」の終着駅になる。
- 2026年（令和8年）春以降：ICカード「Suica」の利用が可能となる（予定）[報道 3]。

## 駅構造
単式ホーム1面1線（1番線）と島式ホーム1面2線（2・3番線）、2面3線のホームを持つ地上駅。互いのホームは跨線橋（階段のみ）で連絡している。かつては3番線の外側（東側）に電化された留置線が1線存在したが、2005年（平成17年）に撤去された。
直営駅であり、管理駅として白馬村に位置する4駅（南神城駅・神城駅・飯森駅・信濃森上駅）を管理している。自動券売機と話せる指定席券売機が設置されている。
長野オリンピック開催決定をきっかけに1996年（平成8年）に駅舎の改修が行われ、それまでの箱形の外観をもつ駅舎から、北アルプスの景観に合わせた三角屋根を持つロッジ風の駅舎となった。また、駅舎の2階部分には改修前より登山客向けの簡易宿泊施設「エステル」が営業しており、改修後はJR東日本ホテルズの長期滞在型ホテル「フォルクローロ白馬」としてリニューアルされたが、2006年（平成18年）に営業を終了した。

### のりば
| 番線    | 路線    | 方向 | 行先               |
| ------- | ------- | ---- | ------------------ |
| 1・2・3 | ■大糸線 | 上り | 信濃大町・松本方面 |
| 1・2・3 | ■大糸線 | 下り | 南小谷方面         |

付記事項
- 通常は両方面ともに1番線を発着し、列車交換において先行列車が2番線に停車する。
- 3番線は通常使用されず、臨時列車の運行期間中に使用される。

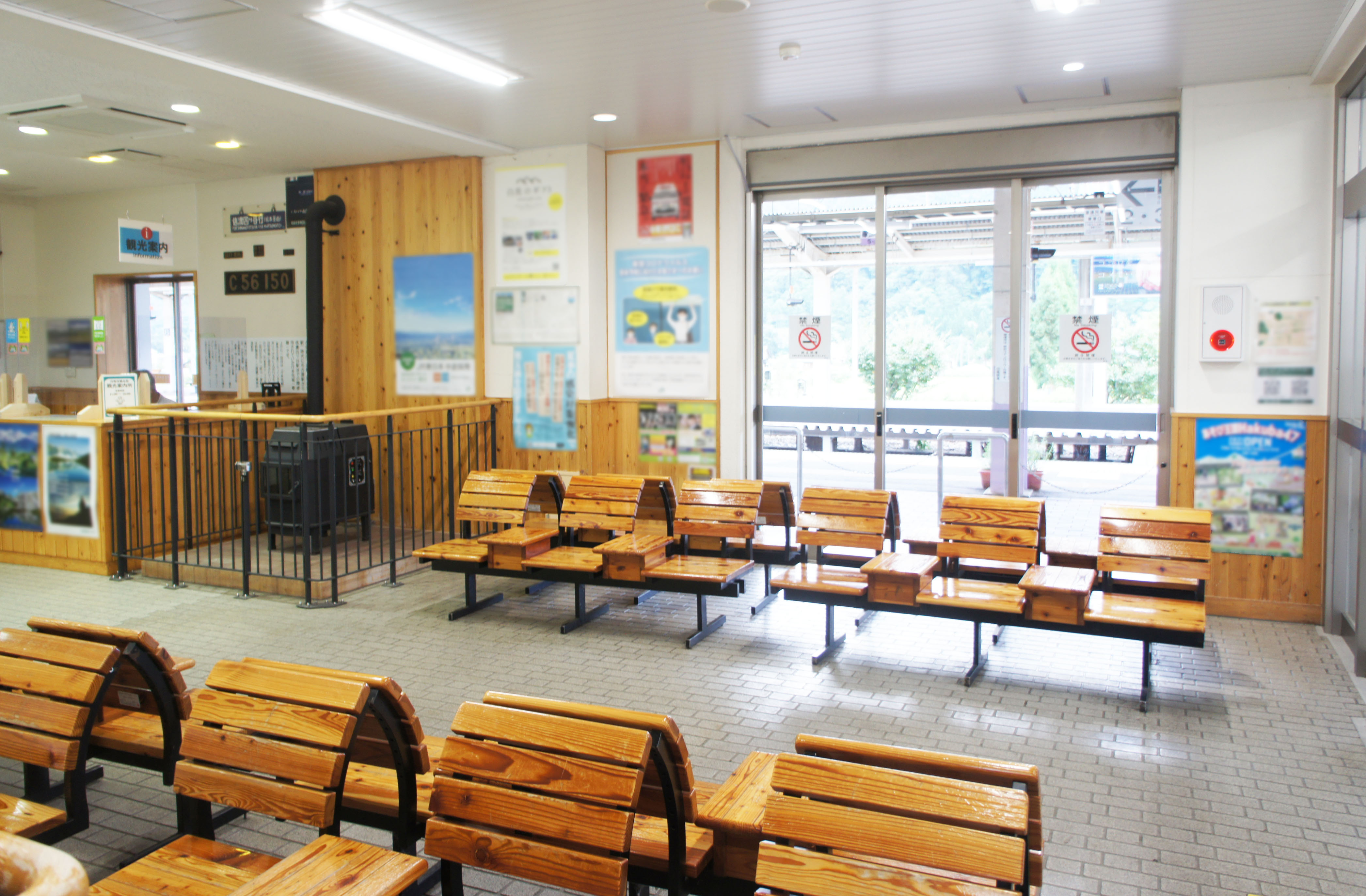
待合室（2021年8月）
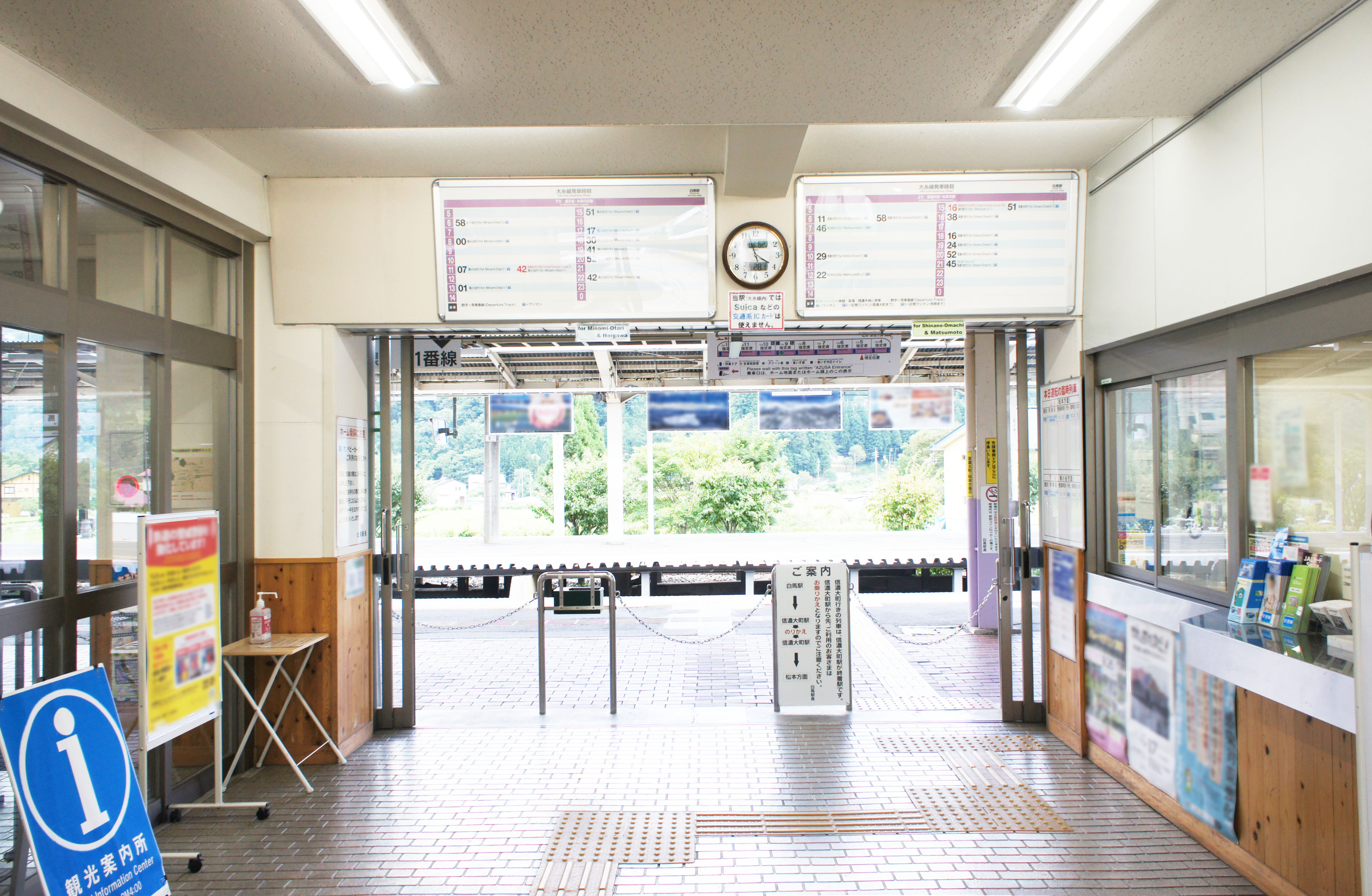
改札口（2021年8月）
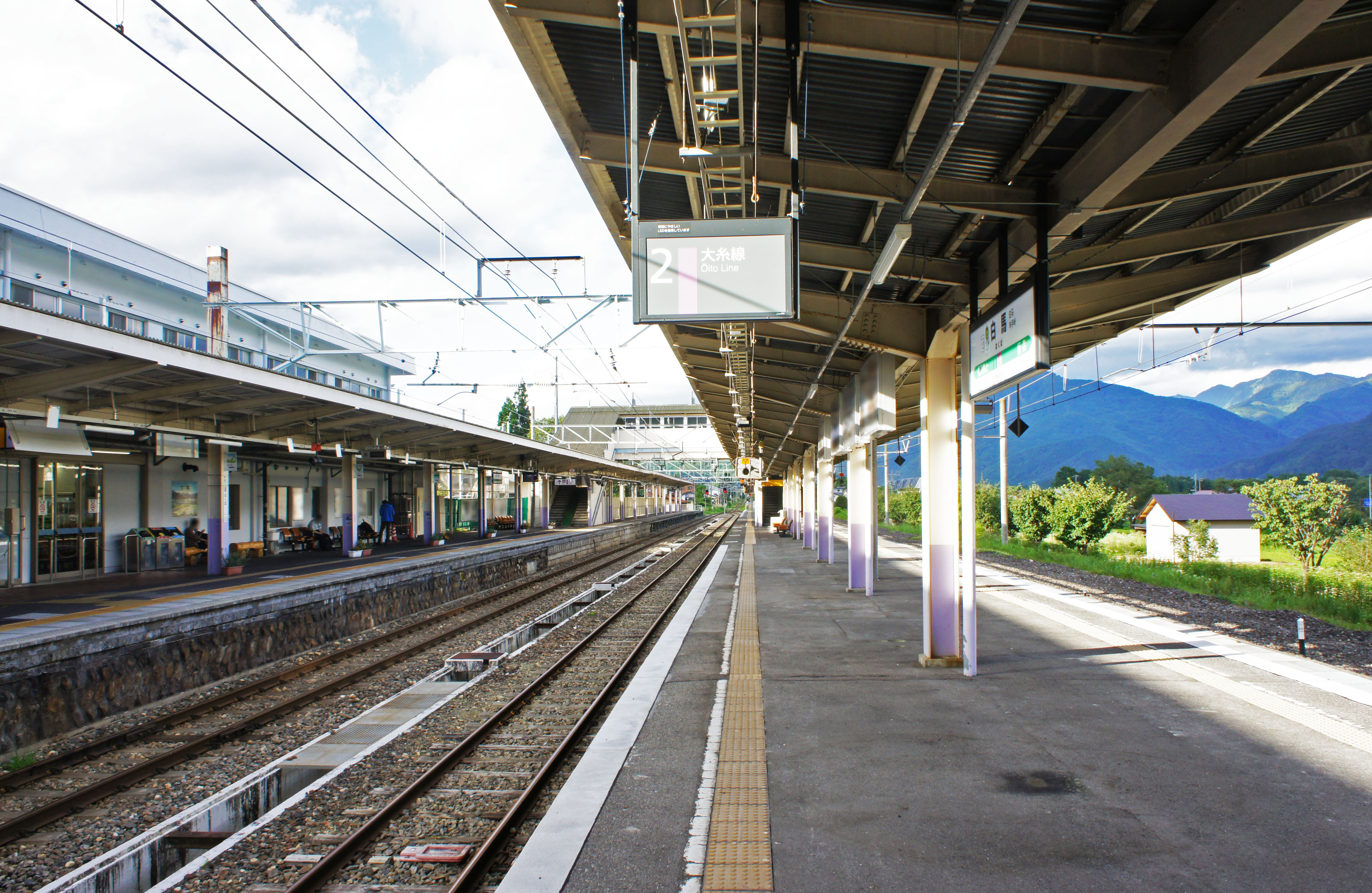
ホーム（2021年8月）
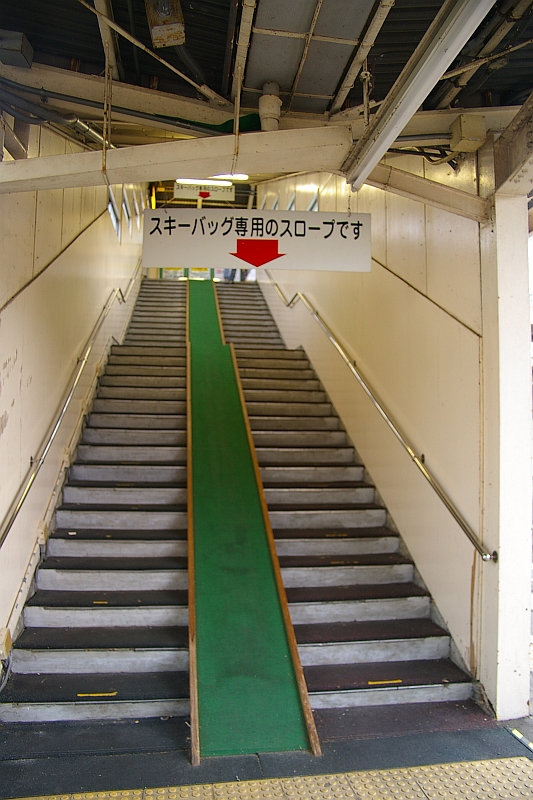
階段にはスキー用のスロープが設けられている（2006年9月）

## 利用状況
JR東日本によると、2023年度（令和5年度）の1日平均乗車人員は271人である。
2000年度（平成12年度）以降の推移は以下のとおりである。
| 1日平均乗車人員推移 | 1日平均乗車人員推移 | 1日平均乗車人員推移 | 1日平均乗車人員推移 | 1日平均乗車人員推移 |
| 年度                | 定期外              | 定期                | 合計                | 出典                |
| ------------------- | ------------------- | ------------------- | ------------------- | ------------------- |
| 2000年（平成12年）  |                     |                     | 611                 | [ 利用客数 2 ]      |
| 2001年（平成13年）  |                     |                     | 556                 | [ 利用客数 3 ]      |
| 2002年（平成14年）  |                     |                     | 507                 | [ 利用客数 4 ]      |
| 2003年（平成15年）  |                     |                     | 479                 | [ 利用客数 5 ]      |
| 2004年（平成16年）  |                     |                     | 436                 | [ 利用客数 6 ]      |
| 2005年（平成17年）  |                     |                     | 423                 | [ 利用客数 7 ]      |
| 2006年（平成18年）  |                     |                     | 408                 | [ 利用客数 8 ]      |
| 2007年（平成19年）  |                     |                     | 421                 | [ 利用客数 9 ]      |
| 2008年（平成20年）  |                     |                     | 414                 | [ 利用客数 10 ]     |
| 2009年（平成21年）  |                     |                     | 366                 | [ 利用客数 11 ]     |
| 2010年（平成22年）  |                     |                     | 331                 | [ 利用客数 12 ]     |
| 2011年（平成23年）  |                     |                     | 316                 | [ 利用客数 13 ]     |
| 2012年（平成24年）  | 165                 | 134                 | 300                 | [ 利用客数 14 ]     |
| 2013年（平成25年）  | 165                 | 137                 | 302                 | [ 利用客数 15 ]     |
| 2014年（平成26年）  | 156                 | 132                 | 289                 | [ 利用客数 16 ]     |
| 2015年（平成27年）  | 170                 | 151                 | 321                 | [ 利用客数 17 ]     |
| 2016年（平成28年）  | 171                 | 151                 | 322                 | [ 利用客数 18 ]     |
| 2017年（平成29年）  | 160                 | 140                 | 300                 | [ 利用客数 19 ]     |
| 2018年（平成30年）  | 164                 | 116                 | 281                 | [ 利用客数 20 ]     |
| 2019年（令和元年）  | 158                 | 118                 | 277                 | [ 利用客数 21 ]     |
| 2020年（令和02年）  | 70                  | 102                 | 173                 | [ 利用客数 22 ]     |
| 2021年（令和03年）  | 90                  | 107                 | 197                 | [ 利用客数 23 ]     |
| 2022年（令和04年）  | 136                 | 94                  | 231                 | [ 利用客数 24 ]     |
| 2023年（令和05年）  | 172                 | 99                  | 271                 | [ 利用客数 1 ]      |

## 駅周辺
白馬村の市街地の東端に位置し、周辺には図書館や役場などの公共施設、商店やホテルが駅周辺に集積、点在している。
- 白馬村役場[1]
- 長野県白馬高等学校[1]
- 姫川
- 国道148号
- 国道406号
- アルピコ交通（通称・川中島バス）白馬営業所（白馬町） - 新宿行き高速バスなど
- スノーピーク ランドステーションハクバ
- 白馬八方バスターミナル - 西へ約2 km

## バス路線

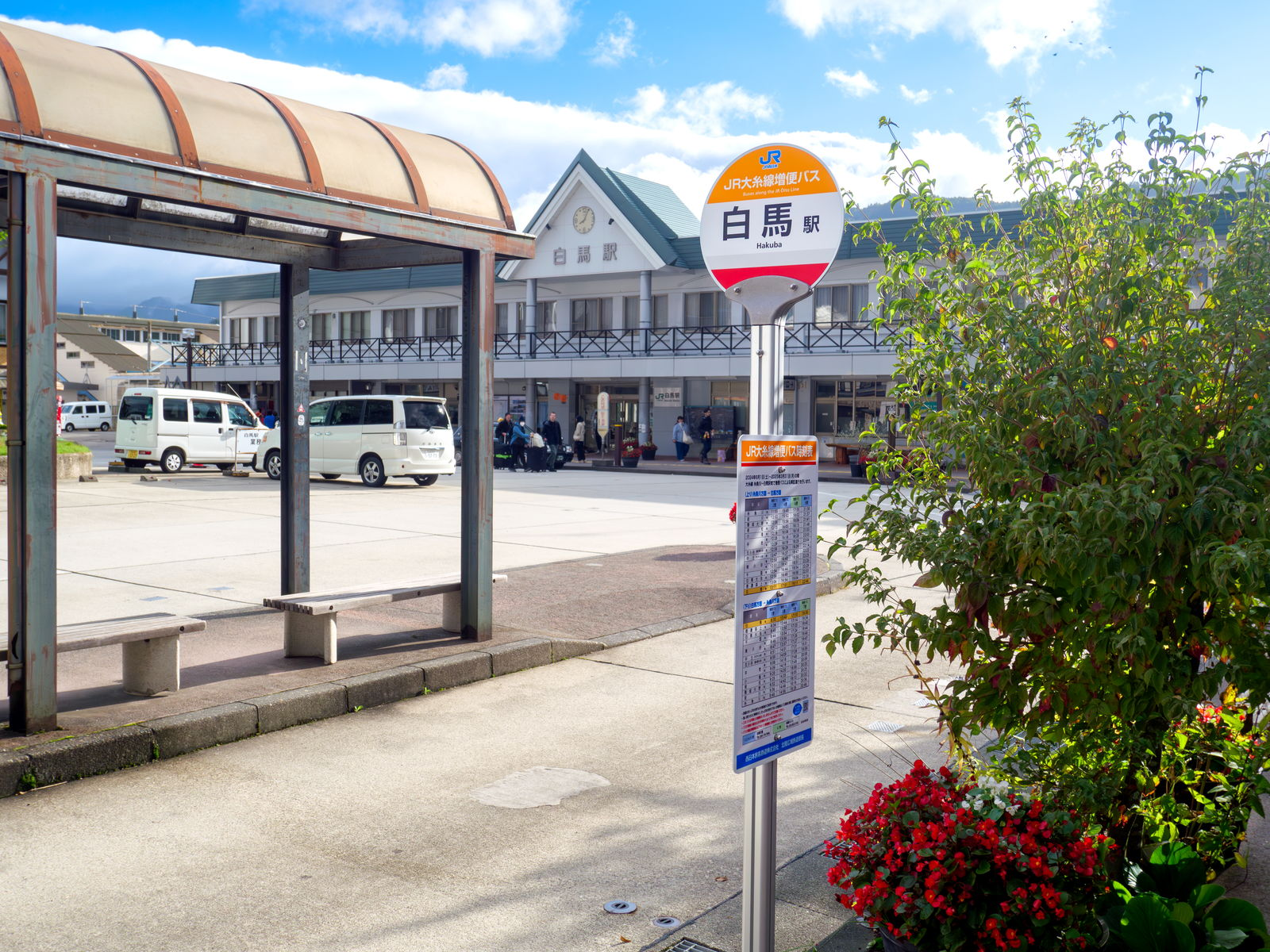
JR大糸線増便バス バス停（2024年10月）

アルピコ交通の路線が駅前ロータリーから発着している。白馬 - 新宿線はアルピコ交通白馬営業所に発着する。
- 一般路線バス
  - 白馬駅 - 白馬八方 - 栂池線：岩岳マウンテンリゾート・白馬乗鞍行き
  - 白馬駅 - 白馬八方 - 猿倉線：白馬コルチナ方面
  - JR大糸線増便バス：南小谷駅・糸魚川駅方面
- 高速バス・特急バス
  - 長野 - 白馬線：白馬八方バスターミナル・栂池高原・白馬乗鞍行き
  - 長野駅東口・長野バスターミナル行き
  - 松本・松本城行き（季節運転）
  - 成田空港・羽田空港方面

## 隣の駅
東日本旅客鉄道（JR東日本）
■大糸線
- 特急「あずさ」・「はくば」停車駅

快速
神城駅 (15) - 白馬駅 (13)
普通
飯森駅 (14) - 白馬駅 (13) - 信濃森上駅 (12)

### 未成線
※駅名は計画当時の駅名
善光寺白馬電鉄
善光寺白馬電鉄線
田頭駅 - 信濃四ツ谷駅

### 記事本文
1. 1 2 3 4 5 6 7 8 9 10 11 12  信濃毎日新聞社出版部『長野県鉄道全駅 増補改訂版』信濃毎日新聞社、2011年7月24日、120頁。ISBN 9784784071647。
2. 1 2  『東筑摩郡松本市塩尻市誌 第三巻 現代下』 東筑摩郡・松本市・塩尻市郷土資料編纂会、1965年。
3. 1 2 3  “駅の情報（白馬駅）：JR東日本”.   東日本旅客鉄道. 2020年11月3日時点のオリジナルよりアーカイブ。2020年11月3日閲覧。
4. ↑  日本国有鉄道旅客局(1984)『鉄道・航路旅客運賃・料金算出表 昭和59年4月20日現行』。
5. ↑  長野県教育委員会『歴史の道調査報告書XVI - 戸隠道 - 』
6. 1 2 3  石野哲 編『停車場変遷大事典 国鉄・JR編 II』（初版）JTB、1998年10月1日、210頁。ISBN 978-4-533-02980-6。
7. ↑  諸河久 松本典久 『JRローカル線』 保育社、1994年。ISBN 978-4586508587
8. ↑  “白馬村の歩み”.   白馬村役場. 2015年7月7日時点のオリジナルよりアーカイブ。2017年7月22日閲覧。 “神城駅前広場”
9. ↑  「第8章 施設／2 営業用建物」『長鉄局二十年史』日本国有鉄道長野鉄道管理局、1971年3月30日、477頁。
10. ↑  『交通年鑑 昭和63年版』 交通協力会、1988年3月。
11. ↑  『週刊 JR全駅・全車両基地』 36号 松本駅・穂高駅・姨捨駅ほか70駅、朝日新聞出版〈週刊朝日百科〉、2013年4月21日、26頁。
12. 1 2  “JR東日本：駅構内図・バリアフリー情報（白馬駅）”.   東日本旅客鉄道. 2025年5月13日閲覧。

#### 報道発表資料
1. 1 2  『大糸線に「駅ナンバー」を導入します』（PDF）（プレスリリース）東日本旅客鉄道長野支社、2016年12月7日。オリジナルの2016年12月8日時点におけるアーカイブ。2016年12月8日閲覧。
2. ↑  『2025年3月ダイヤ改正について』（PDF）（プレスリリース）東日本旅客鉄道長野支社、2024年12月13日。2025年5月13日閲覧。
3. ↑  『大糸線におけるSuicaご利用駅の追加について』（PDF）（プレスリリース）東日本旅客鉄道長野支社、2025年5月30日。オリジナルの2025年6月1日時点におけるアーカイブ。2025年5月30日閲覧。

#### 新聞記事
1. ↑  「JR白馬駅 宿泊施設も改修、営業スタート」『信濃毎日新聞』信濃毎日新聞社、1996年12月15日、30（朝刊）。
2. ↑  “41人けが、全壊34棟 長野北部地震、余震70回に”. 中日新聞 (中日新聞社). (2014年11月24日)
3. ↑  “長靴姿で登校、大糸線が一部再開 県神城断層地震”. 中日新聞 (中日新聞社). (2014年11月26日)
4. ↑  “JR大糸線、全線復旧 15日ぶり、高校生ら歓迎” 信濃毎日新聞 (信濃毎日新聞社). (2014年12月8日)
5. ↑  『信濃毎日新聞』1996年12月15日

### 利用状況
1. 1 2  各駅の乗車人員（2023年度） - 東日本旅客鉄道
2. ↑  各駅の乗車人員（2000年度） - 東日本旅客鉄道
3. ↑  各駅の乗車人員（2001年度） - 東日本旅客鉄道
4. ↑  各駅の乗車人員（2002年度） - 東日本旅客鉄道
5. ↑  各駅の乗車人員（2003年度） - 東日本旅客鉄道
6. ↑  各駅の乗車人員（2004年度） - 東日本旅客鉄道
7. ↑  各駅の乗車人員（2005年度） - 東日本旅客鉄道
8. ↑  各駅の乗車人員（2006年度） - 東日本旅客鉄道
9. ↑  各駅の乗車人員（2007年度） - 東日本旅客鉄道
10. ↑  各駅の乗車人員（2008年度） - 東日本旅客鉄道
11. ↑  各駅の乗車人員（2009年度） - 東日本旅客鉄道
12. ↑  各駅の乗車人員（2010年度） - 東日本旅客鉄道
13. ↑  各駅の乗車人員（2011年度） - 東日本旅客鉄道
14. ↑  各駅の乗車人員（2012年度） - 東日本旅客鉄道
15. ↑  各駅の乗車人員（2013年度） - 東日本旅客鉄道
16. ↑  各駅の乗車人員（2014年度） - 東日本旅客鉄道
17. ↑  各駅の乗車人員（2015年度） - 東日本旅客鉄道
18. ↑  各駅の乗車人員（2016年度） - 東日本旅客鉄道
19. ↑  各駅の乗車人員（2017年度） - 東日本旅客鉄道
20. ↑  各駅の乗車人員（2018年度） - 東日本旅客鉄道
21. ↑  各駅の乗車人員（2019年度） - 東日本旅客鉄道
22. ↑  各駅の乗車人員（2020年度） - 東日本旅客鉄道
23. ↑  各駅の乗車人員（2021年度） - 東日本旅客鉄道
24. ↑  各駅の乗車人員（2022年度） - 東日本旅客鉄道